# Encümen-i Daniş
Encümen-i Daniş (osmanisch انجمنِ دانش İA Encümen-i Dâniş, deutsch ‚Gesellschaft der Gelehrten‘) war eine osmanische Gelehrtengesellschaft. Sie wurde im Jahr 1851 in Istanbul gegründet und war die erste moderne Akademie der Wissenschaften des Nahen Ostens.

## Geschichte
Die Gesellschaft geht auf Ahmed Cevdet Paschas Initiative zurück. Vorbild war die französische Académie des sciences. Die Encümen-i Daniş hatte 40 türkische Mitglieder und einige ausländische korrespondierende Mitglieder darunter bedeutende europäische Orientalisten wie Joseph von Hammer-Purgstall, Thomas Xavier Bianchi, James Redhouse.
Ziel der Encümen-i Daniş war die Förderung der Wissenschaften in der Türkei sowie die Weiterentwicklung der türkischen Sprache.
Eine erste Debatte über die Gründung einer derartigen Akademie wurde im Jahr 1845 im Bildungsrat (مجلسِ معارف Meclis-i Maʿārif) geführt. Am 15. April bzw. 26. Mai 1851 wurde die Encümen-i Daniş per imperialem Erlass (ايراده Irāde) formell gegründet. Am 18. Juli 1851 wurde die Akademie feierlich eröffnet. Die Eröffnungsrede hielt Mustafa Reşid Pascha. In seiner Rede betonte Mustafa Reşid Pascha die Rolle, die diese Akademie für den Fortschritt der Türkei spielen sollte.
Aufgrund der politischen Instabilität in der Tanzimatperiode war die Encümen-i Daniş keine langlebige Gelehrtengesellschaft. Sie löste sich 1862 auf. In dieser kurzen Zeit konnten nur wenige Werke im Auftrag der Encümen-i Daniş entstehen.
Zu den wichtigsten Veröffentlichungen zählen:
- die Osmanische Grammatik von Ahmet Cevdet Pascha und vom späteren Großwesir Mehmed Fuad Pascha
- تاريخ جودت Ta'rīḫ-i Cevdet von Ahmet Cevdet Pascha, ein Buch über die Geschichte des Osmanischen Reichs in der Periode 1774 bis 1826 (aufgrund der Auflösung der Encümen-i Daniş im Jahr 1862 konnte nur ein Teil gefördert werden; das Tarih-i Cevdet wurde erst 1884 fertiggestellt)
- die Übersetzung des monumentalen Werks al-Muqaddima von Ibn Chaldun ins Türkische[1]

Im Jahr 1861 wurde die ebenso bedeutende aber kurzlebige Gelehrtengesellschaft Osmanische Wissenschaftliche Gesellschaft gegründet. Nach der konstitutionellen Revolution der Jungtürken im Jahr 1908 erschienen mehrere Gelehrtengesellschaften. Die wichtigste unter ihnen war die Gesellschaft für osmanische Geschichte (تاريخ عثمانى انجمنى Ta'rīḫ-i ʿOsmānī Encümeni), die eine Auswertung osmanischer Archivalien für wissenschaftliche Zwecke begann.